# ريتشارد إل. فان إنغر
ريتشارد إل. فان إنغر (بالإنجليزية: Richard L. Van Enger)‏ هو مونتير أمريكي، ولد في 20 يونيو 1914 في نيويورك في الولايات المتحدة، وتوفي في 20 مارس 1984 في بربانك في الولايات المتحدة.

## وصلات خارجية
- ريتشارد إل. فان إنغر على موقع IMDb (الإنجليزية)
- ريتشارد إل. فان إنغر على موقع ألو سيني (الفرنسية)
- ريتشارد إل. فان إنغر على موقع أول موفي (الإنجليزية)
- ريتشارد إل. فان إنغر على موقع قاعدة بيانات الأفلام السويدية (السويدية)
- ريتشارد إل. فان إنغر على موقع قاعدة بيانات الفيلم (الإنجليزية)
- ريتشارد إل. فان إنغر على موقع كينوبويسك (الروسية)